# Hrvatska bowling liga 2013./14.
Hrvatsku bowling ligu za sezonu 2013./14. je osvojio klub "Nomad" iz Slunja. 

## Prva liga

### Ljestvica
| mj  | klub                      | ut | pob | por | igra+ | igra- | bod |                               |
| --- | ------------------------- | -- | --- | --- | ----- | ----- | --- | ----------------------------- |
| 1.  | Nomad Slunj               | 22 | 16  | 6   | 47    | 19    | 47  | doigravanje - poluzavršnica   |
| 2.  | X Osijek                  | 22 | 15  | 7   | 42    | 24    | 42  | doigravanje - poluzavršnica   |
| 3.  | Purger Zagreb             | 22 | 16  | 6   | 41    | 25    | 41  | doigravanje - četvrtzavršnica |
| 4.  | BK 300 I Zagreb           | 22 | 14  | 8   | 38    | 28    | 38  | doigravanje - četvrtzavršnica |
| 5.  | Zagreb                    | 22 | 12  | 10  | 38    | 28    | 38  | doigravanje - četvrtzavršnica |
| 6.  | Stadium II Donji Kneginec | 22 | 12  | 10  | 35    | 31    | 35  | doigravanje - četvrtzavršnica |
| 7.  | Zapad I Zagreb            | 22 | 10  | 12  | 33    | 33    | 33  |                               |
| 8.  | Zapad II Zagreb           | 22 | 9   | 13  | 30    | 36    | 30  |                               |
| 9.  | Telekom Zagreb            | 22 | 9   | 13  | 28    | 38    | 28  |                               |
| 10. | Trešnjevka Zagreb         | 22 | 10  | 12  | 29    | 37    | 27  |                               |
| 11. | BK 300 II Zagreb          | 22 | 5   | 17  | 18    | 48    | 18  |                               |
| 12. | Stadium I Donji Kneginec  | 22 | 4   | 18  | 17    | 49    | 17  |                               |

### Doigravanje
Četvrtzavršnica i završnica igrane na dvije dobivene utakmice, a završnica na tri dobivene utakmice. 
| klub1                                                                      | pob-por         | klub2           | utakmice           |
| četvrtzavršnica                                                            | četvrtzavršnica | četvrtzavršnica | četvrtzavršnica    |
| -------------------------------------------------------------------------- | --------------- | --------------- | ------------------ |
| Stadium II Donji Kneginec                                                  | 0-2             | Purger Zagreb   | 1:2, 0:2           |
| Zagreb                                                                     | 2-0             | BK 300 I Zagreb | 2:0, 2:0           |
|                                                                            |                 |                 |                    |
| poluzavršnica                                                              |                 |                 |                    |
| Purger Zagreb                                                              | 2-0             | X Osijek        | 2:0, 2:0           |
| Zagreb                                                                     | 1:3             | Nomad Slunj     | 1:2, 2:1, 0:2      |
|                                                                            |                 |                 |                    |
| završnica                                                                  |                 |                 |                    |
| Nomad Slunj                                                                | 3-1             | Purger Zagreb   | 1:2, 2:0, 2:1, 2:0 |
|                                                                            |                 |                 |                    |
| 'podebljan rezultat - klub1 domaćin rezultat normalne debline - klub1 gost |                 |                 |                    |

## Vanjske poveznice
- kuglanje.hr, bowling natjecanja  Arhivirana inačica izvorne stranice od 27. svibnja 2019. (Wayback Machine)
- bowling-hrvatska - Hrvatska bowling sekcija  Arhivirana inačica izvorne stranice od 8. lipnja 2019. (Wayback Machine)
- bowling.hr  Arhivirana inačica izvorne stranice od 8. lipnja 2019. (Wayback Machine)